# Jan Grůza
Jan Grůza (* 3. listopadu 1957 Brno) je český politik, v 90. letech 20. století a v 1. dekádě 21. století poslanec Poslanecké sněmovny za KDU-ČSL.

## Biografie
V letech 1973-1977 vystudoval gymnázium a v letech 1977-1982 Vysokou školu zemědělskou (fakulta agronomická, obor zahradnictví). Pracoval pak na pozici ovocnáře v JZD Moravany, kde později působil do roku 1990 jako vedoucí sadů a vinic (podle jiného zdroje byl do roku 1990 zaměstnancem JZD Modřice). V roce 1979 se oženil a s manželkou Stanislavou přesídlil do Brna. Má dvě dcery a syna.
V roce 1995 se stal předsedou organizace KDU-ČSL v Jihomoravském kraji. Byl také členem celostátní konference KDU-ČSL. Ve volbách v roce 1996 kandidoval do poslanecké sněmovny za KDU-ČSL (volební obvod Jihomoravský kraj), ale nebyl zvolen. Do sněmovny zasedl jako náhradník v listopadu 1996 poté, co poslanec Stanislav Bělehrádek rezignoval.
Mandát obhájil ve volbách v roce 1998 a volbách v roce 2002. V letech 1996-2002 byl členem hospodářského výboru sněmovny, v letech 1996-1998 výboru pro obranu a bezpečnost. V období let 1998-2006 působil jako místopředseda zemědělského výboru. Ve volbách v roce 2006 zvolen nebyl, ale do sněmovny zasedl jako náhradník v září 2009 a setrval zde do voleb v roce 2010. Byl členem kontrolního výboru a rozpočtového výboru.
Do sněmovny nastoupil roku 2009 poté, co rezignoval poslanec Ladislav Šustr kvůli kauze, kdy nevyloučil přijetí peněz za úpravu loterijního zákona. Grůza se k roku 2010 uvádí jako předseda dozorčí rady Pozemkového fondu.
Angažoval se v komunální politice. V komunálních volbách roku 1990 byl zvolen do zastupitelstva městské části Brno-Židenice a stal se jejím starostou. Starostenské funkce se vzdal v lednu 1997 v důsledku nástupu do sněmovny. V komunálních volbách roku 1994, komunálních volbách roku 1998, komunálních volbách roku 2002 a komunálních volbách roku 2006 byl za KDU-ČSL do zastupitelstva městské části Brno-Židenice zvolen opětovně. Profesně se uvádí jako zemědělský inženýr.
V roce 2018 byl v čele kandidátky KDU-ČSL Brno-Židenice do komunálních voleb v této městské části. Chce se zaměřit na výstavbu malometrážních bytů pro novomanžele či osamělé seniory formou rekonstrukce některých bytových domů v majetku města Brna. Hledat řešení nedostatku parkovacích míst a zlepšit také péči o čistotu a zeleň. Do zastupitelstva městské části byl zvolen, nikoliv však do rady.